# Дрогенбос
Дрогенбос (на нидерландски: Drogenbos) е селище в Централна Белгия, окръг Хале-Вилворде на провинция Фламандски Брабант. Населението му е около 4900 души (2006).